# Długoszczurek
Długoszczurek (Dephomys) – rodzaj ssaków z podrodziny myszy (Murinae) w obrębie rodziny myszowatych (Muridae).

## Rozmieszczenie geograficzne
Rodzaj obejmuje gatunki występujące w Afryce.

## Morfologia
Długość ciała (bez ogona) 112–142 mm, długość ogona 182–203 mm, długość ucha 16–20 mm, długość tylnej stopy 25–28 mm; masa ciała 47–68 g.

## Systematyka
Rodzaj zdefiniował w 1926 roku angielski zoolog Oldfield Thomas w artykule zatytułowanym Pozycja rodzajowa niektórych afrykańskich Muridae, dotychczas odnoszonych do Aethomys i Praomys, opublikowanym w czasopiśmie „The Annals and magazine of natural history”. Gatunkiem typowym jest (oryginalne oznaczenie) długoszczurek tropikalny (D. defua). 

### Etymologia
Dephomys: gr. δεφω dephō ‘głaskać, masturbować się’; μυς mus, μυος muos ‘mysz’.

### Podział systematyczny
Do rodzaju należą następujące gatunki:
| Grafika | Gatunek           | Autor i rok opisu                | Nazwa zwyczajowa         | Podgatunki         | Rozmieszczenie geograficzne                             | Podstawowe wymiary                            | Status IUCN |
| ------- | ----------------- | -------------------------------- | ------------------------ | ------------------ | ------------------------------------------------------- | --------------------------------------------- | ----------- |
|         | Dephomys defua    | (G.S. Miller, 1900)              | długoszczurek tropikalny | gatunek monotypowy | lasy deszczowe Afryki Zachodniej, od Senegalu do Togo   | DC: 11,2–13,6 cm DO: 18,4–19,5 cm MC: 57–68 g | LC          |
|         | Dephomys eburneae | (Heim de Balsac & Bellier, 1967) | długoszczurek nizinny    | gatunek monotypowy | wschodnia Liberia i południowe Wybrzeże Kości Słoniowej | DC: 12–14,2 cm DO: 18,2–20 cm MC: 47–59 g     | NE          |

Kategorie IUCN:  LC  – gatunek najmniejszej troski;  NE  – gatunki niepoddane jeszcze ocenie.